# 殉國七士廟

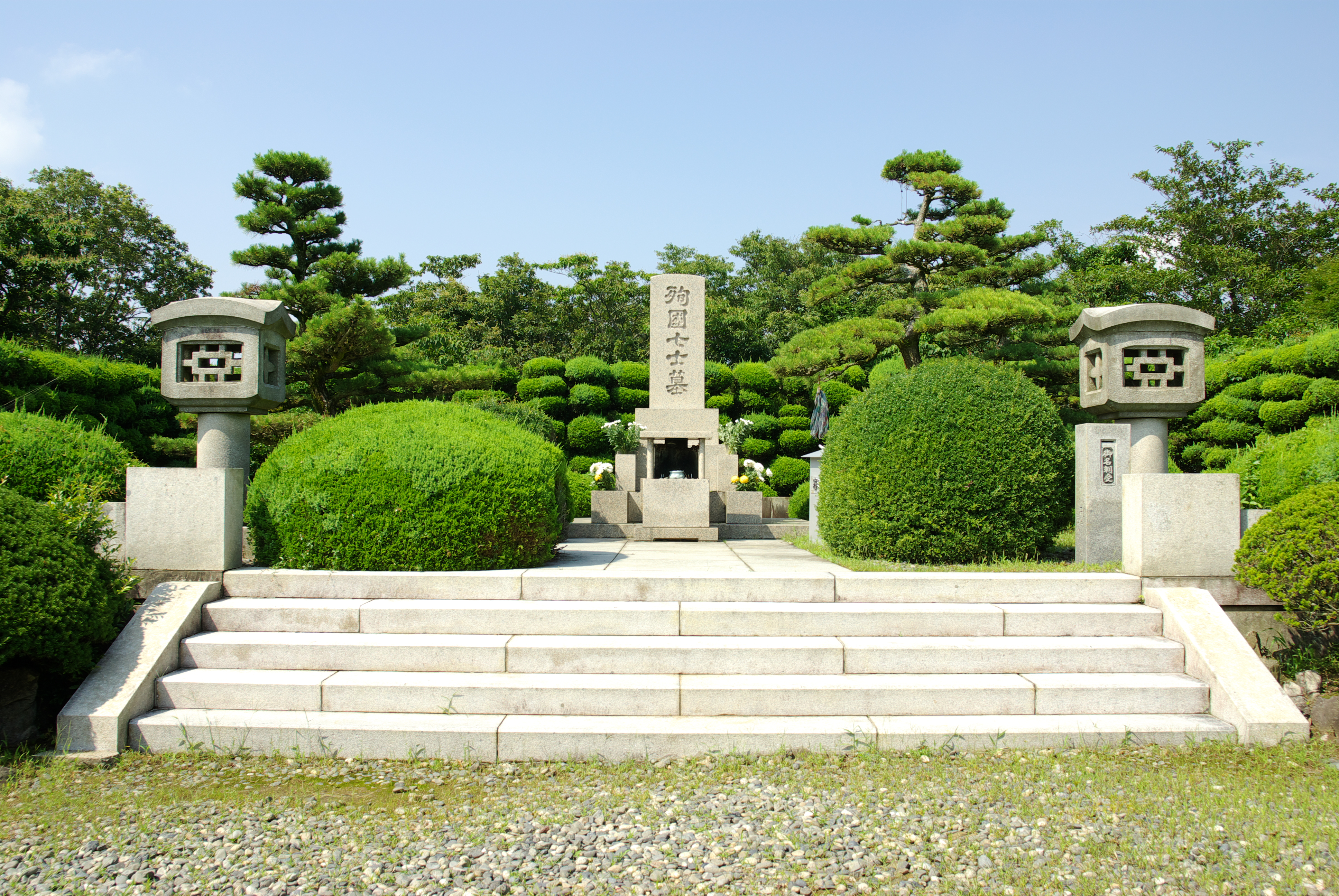
殉國七士廟

殉國七士廟（日语：／），位於日本愛知縣西尾市東幡豆町三根山頂的廟。廟裡供奉了7名二戰後被远东国际军事法庭判決為甲級戰犯並執行死刑的大日本帝國軍事政治人物。廟前墓碑高5公尺，碑上刻有由前首相岸信介手書的，7人的遺體埋於墓碑下。

## 祭祀對象
軍人
- 東條英機（首相、陸軍大将）
- 土肥原賢二（陸軍大将）
- 板垣征四郎（陸軍大将）
- 木村兵太郎（陸軍大将）
- 松井石根（陸軍大将）
- 武藤章（陸軍中将）

文官
- 廣田弘毅（首相）

（括號內為第二次世界大战期間的官銜）

## 歷史
律師三文字正平在1952年《舊金山和平條約》簽署的同時，發起了修建陵墓的運動。1958年4月28日，在東京日比谷舉行的遠東國際軍事法庭律師團解散紀念儀式上，正式宣布興建墓碑。1960年6月29日對外開放。

## 外部連結
- 殉国七士廟奉賛会

## 國外的法西斯聖地
- 墨索里尼墓（義大利語：Cripta Mussolini）
- 烈士谷（佛朗哥墓）
- 榮譽聖殿

34°49′0.8″N 137°8′59.1″E / 34.816889°N 137.149750°E